# لاتیمریان
لاتیمریان (به انگلیسی: Latimeriidae)، تنها خانواده موجود از گونه‌های تهی‌خار، دودمان باستانی ماهی‌های باله‌دار است. این شامل دو گونه موجود در سردهٔ لاتیمرها است که در آبهای عمیق سواحل جنوب آفریقا و شرق مرکزی اندونزی یافت می‌شود. افزون بر این، چندین سردهٔ فسیلی از میانه زیستی اروپا، خاورمیانه و جنوب شرقی ایالات متحده شناخته شده‌است که قدمت آنها به تریاس می‌رسد.

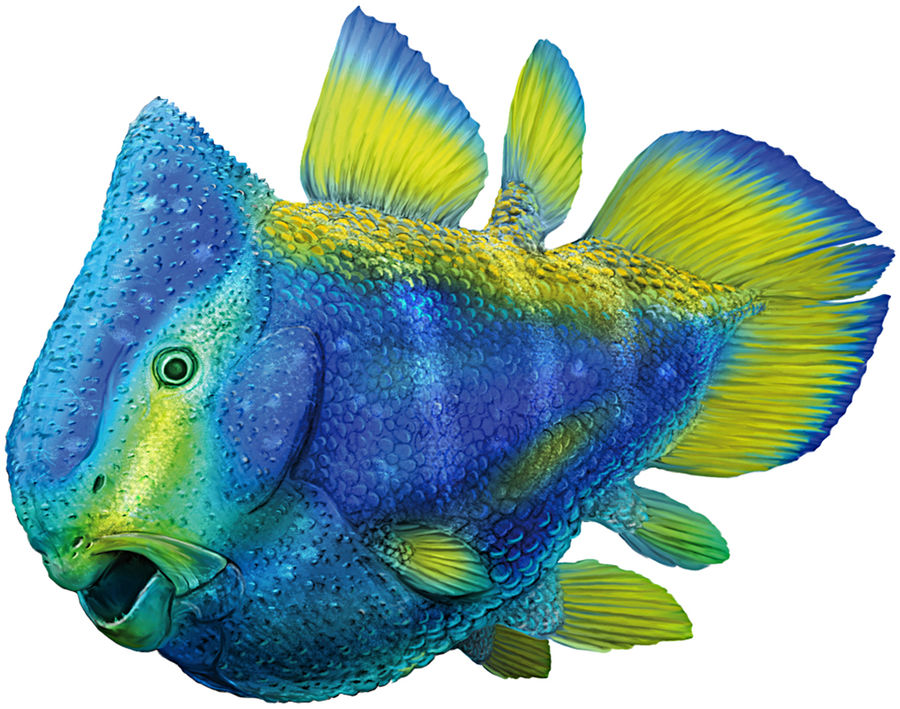
بازسازی زندگی Foreyia ، یک لاتیمرید نابجا از تریاس اروپا